# Barátok közt (21. évad)
A Barátok közt 21. évadát 2018. július 16-ától 2019. július 12-ig vetítette az RTL Klub. 2019. március 18-tól megújult a sorozat képi és látványvilága.

## Az évad szereplői
- Alkony Bálint (Csata Zsolt)
- Bartha Krisztián (Seprenyi László)
- Bartha Zsolt (Rékasi Károly)
- Beleznai Zita (Csáki Edina)
- Berényi Attila (Domokos László)
- Berényi Balázs (Aradi Balázs)
- Berényi Bandi (Bereczki Gergely)
- Berényi Claudia (Ábrahám Edit) (2019. októbertől)
- Berényi Júlia (Mérai Katalin)
- Berényi Miklós (Szőke Zoltán) (2019. októberig)
- Berényi Timi (Pásztor Virág)
- Bokros Ádám (Solti Ádám) (2019. augusztusig)
- Brezi Eszter (Bajor Lili)
- Dr. Balogh Nóra (Varga Izabella)
- Epres Adél (Papp Barbara) (2019. márciustól)
- Fekete Alíz (Nagy Alexandra)
- Fekete Luca (Koller Virág), (Truckenbrod Fanni)
- Harmath Gergő (Pesák Ádám) (2019. szeptemberig, decembertől)
- Harmath Szonja (Bátyai Éva)
- Hegedűs Ilona (Takács Katalin) (2019. augusztusig)
- Illés Alex (Kocsis Pál) (2019. július–augusztus)
- Illés Máté (Puha Kristóf) (2019.júliusig) (Kiss Lénárd) (2019.júliustól)
- Illés Péter (Kiss Péter Balázs) (2019. februárig)
- Illés Vanda (Kardos Eszter) (2019. februártól)
- Jeromos atya (Bálint Péter)
- Keleti Ágoston (Baksa András)
- Kenderesi Kornél (Kiszely Zoltán)
- Kertész Bözsi (Szilágyi Zsuzsa)
- Kertész Magdi (Fodor Zsóka)
- Kertész Vilmos (Várkonyi András)
- Kővári Natasa (Mezei Léda) (2019. júniusig)
- Novák Gizella (Gyebnár Csekka)
- Novák László (Tihanyi-Tóth Csaba)
- Őry Dávid (Bakos Gergely)
- Somogyi Levente (Karalyos Gábor)
- Somogyi Simon (Tóth Károly) (2019. október; novembertől)
- Somogyiné Bányai Evelin (Sára Bernadette)
- Szántó Áron (Volosinovszki György) (2019. március, június–december)
- Szépvölgyi Mária (Zsurzs Kati) (2019. március-június)
- Szilágyi Oszkár (Gombos Krisztián)
- Tóth Gábor (Tóth András)
- Váradi Janka (Mihályi Réka) (2019. februárig)
- Várhegyi Olivér (Szabó Máté) (2019. áprilistól)
- Várhegyi Panni (Jakab Ada) (2019. júliustól)
- Veintraub Gigi (Görgényi Fruzsina)

## Az évad befejező része
- Vajon kit lát elütve Júlia?